# Зграда Окружног суда у Крагујевцу
Зграда Окружног суда у Крагујевцу се налази на на Тргу Војводе Путника, у самом центру града, подигнута је у периоду од 1902. до 1904. године. По својој чистој концепцији, функционалности простора и декоративној орнаментици, зграда Окружног суда у Крагујевцу спада у ред најзначајнијих архитектонских остварења у Србији 20. века. Зграда представља непокретно културно добро као споменик културе од изузетног значаја.

## Архитектура
Грађевина позната и по старом називу Окружно начелство, подигнута је почетком 20. века, по пројекту Николе Несторовића, нашег најпознатијег градитеља са краја 19. и почетка 20. века. Подигнута је у духу еклектичког академизма, са елементима бечке сецесије, заснованом на симетрији, рашчлањивању маса, наглашеног централног ризалита. 
Главну фасаду надвишава четворострана купола са оградом од кованог гвожђа. Састоји се од сутерена, приземља и спрата, са кровом који је покривен бибер црепом. Две фигуре, Правде и Закона су на крајевима кровног венца. Прозори на приземљу су завршени лучно, а на спрату архитравно и надвишени троугластим тимпанонима. Унутрашњост красе репрезентативни хол и монументално степениште.
На главној фасади према Тргу је централни кубус са монументалним степеништем и улазним порталом. На спрату изнад улаза су три велика лучна прозора украшена коринтским стубовима. Лево и десно од централног дела зграде постављена су бочна крила, нешто увучена у односу на кубус.

## Занимљивости
У овој згради је 1915. године Станислав Бинички први пут извео своју композицију „Марш на Дрину“, коју је посветио бриљантној победи српске војске на Церу. Извођењу су присуствовали Радомир Путник, др. Слободан Јовановић, гост из Лозане Арчибалд Рајс и многи угледни људи тог времена.